# 태풍 므란티 (2016년)
2016년 제14호 태풍 므란티(MERANTI)는 21세기 들어 3번째로 중심기압 800hPa대를 달성하고 태풍 하이옌 (2013년) 이후 3년만에 1분 최대풍속 87m/s를 달성한 태풍이다. 므란티는 말레이시아에서 제출한 이름으로 나무의 한 종류를 뜻한다.

## 태풍의 진행

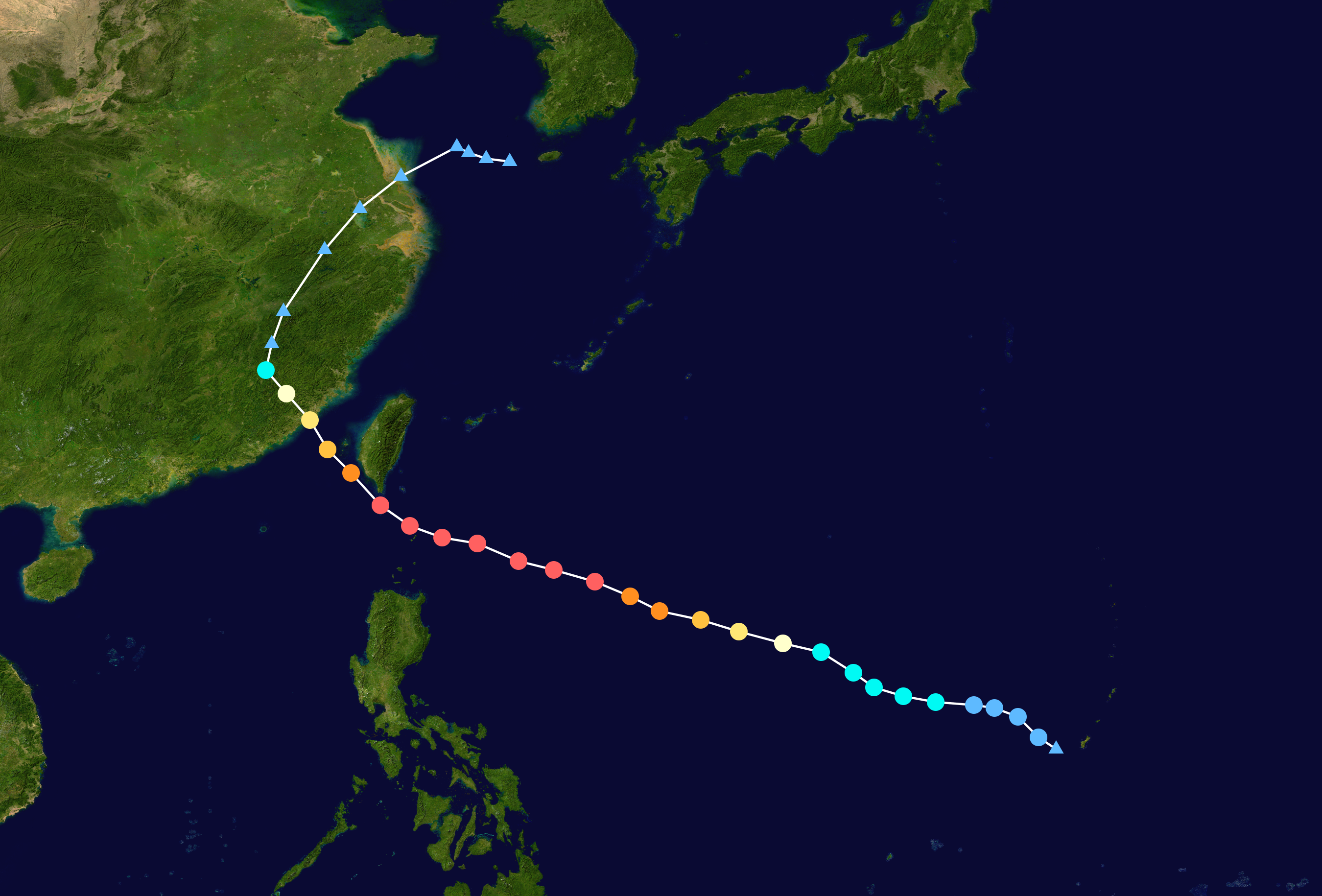
태풍 므란티의 경로

태풍 므란티는 9월 10일 오후 3시에 중심기압 1000hPa, 최대풍속 18m/s, 강풍 반경 170km, 크기 '소형'의 열대폭풍으로 미국 괌 서북서쪽 약 640km 부근 해상에서 발생하였다.(일본 기상청 태풍정보 속보치 기준) 발생 이후 서~서북서진하면서 급발달하였고, 열용량이 높은 루손 해협에 진입하면서 발달 속도가 더 가속화되어 9월 13일 오후 9시에 대만 타이베이 남남동쪽 약 540km 부근 해상에서 중심기압 890hPa, 최대풍속 61m/s, 강풍 반경 440km(북쪽 반경)의 세력 '맹렬함', 크기 '중형'(일본 기상청 태풍정보 속보치 기준)의 태풍으로 최성기를 맞이하였고, 루손 해협을 통과해서 남중국해에 진출한 뒤 급약화되면서 중국 푸젠성 남동쪽 해안에 9월 15일 오전 3시에 중심기압 940hPa, 최대풍속 44m/s(일본 기상청 태풍정보 속보치 기준)의 세력으로 상륙하였다. 중국 푸젠성에 상륙한 뒤 더 급약화되어서, 한국 기상청 기준으로는 9월 15일 오후 3시에 중국 푸저우 서쪽 약 250km 부근 육상에서 중심기압 998hPa의 열대저압부로 약화되었다. 일본 기상청 기준으로는 9월 15일 오후 9시에 중국 푸저우 북서쪽 약 250km 부근 육상에서 중심기압 1002hPa의 열대저압부로 약화되었다.

## 제명
중국과 대만에 큰 피해를 주어 제명되었다.
대체 이름은 냐토로 동남아시아 밀림에서 나는 가구 제작용 나무 이름이다.

## 같이 보기
- 1935년 노동절 허리케인
- 태풍 하이옌 (2013년)
- 태풍 사우델로르 (2015년)
- 태풍 네파탁 (2016년)
- 태풍 위투 (2018년)
- 태풍 고니 (2020년)